# Корична зірка
Зірка з корицею — швабське різдвяне печиво, виготовлене зі збитого яєчного білка, цукру, не менше 25 % мигдалю, кориці і не більше 10 % борошна.
З інгредієнтів виходить компактне тісто, яке легко розкачати. Після висихання наноситься білкова глазур і вирізаються зірочки. Вони випікаються на деках на повільному вогні, при цьому білкова глазур лише згортається і не набуває кольору.
Відповідно до старих кулінарних книг, яєчний білок розбивають, щоб його розпушити, і піднімають під тісто. Так само збивається глазур з білка і цукру (безе). Сьогодні ця процедура вже не поширена.